# Île Yandé
L’île Yandé est une îlot de Nouvelle-Calédonie appartenant administrativement à Poum.
Elle est classée au Birdlife Data Zone. 

## Histoire
Une partie de l'île a été louée à Vincent Maria (1895) et à Dick Smith (1895).
Lors de la Seconde Guerre mondiale, l'aviso Chevreuil, des Forces navales françaises libres, est envoyé en Nouvelle-Calédonie, par le commandant de la Marine dans le Pacifique, le capitaine de frégate Cabanier, pour des missions de maintien de l'ordre. Commandé par l'enseigne de vaisseau Fourlinnie, il fait un passage à l'Île Yandé entre le 10 et le 13 décembre 1941.